# ミルトニア
ミルトニア（学：Miltonia）は、ラン科に属する属の一つ。または、ミルトニア属に含まれる植物の総称を指す。自生地は南アメリカ大陸大西洋側の地域であり、洋ランとして多く親しまれる。南アメリカ大陸のアンデス山脈に自生するものは、ミルトニオプシス（パンジーオーキッド）と呼ばれる。

## 特徴
花は一本の花茎に一輪花を咲かせる品種が多い。また、性質も極めて剛健で、生育も旺盛な為、整った草姿を保つのがやや難しいランにあたる。芽吹く力も強いので、バルブを複数生成する。低地の熱帯雨林に自生する為、暑さにはかなり強い。近縁種であるオンシジウム属とブラッシア属との属間交配種もある。偽鱗茎は卵型～紡錘形になり、薄い革質の葉を持つ。日本への渡来した時期は不明。

## 名称について
イギリスのラン収集家である、ミルトン子爵にちなんでいる。

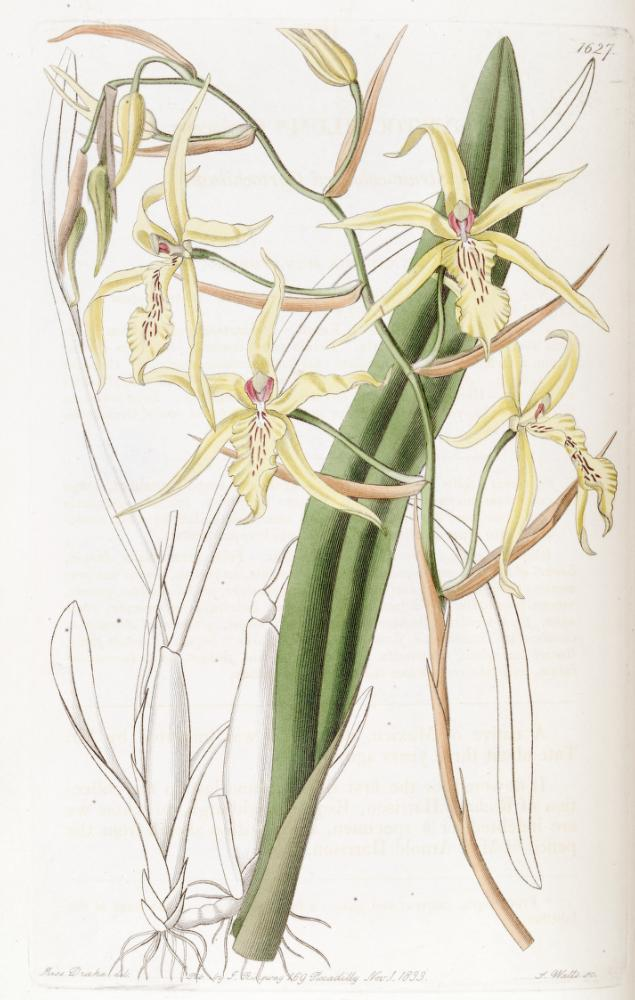
フラベッセンス種ノイラスト。

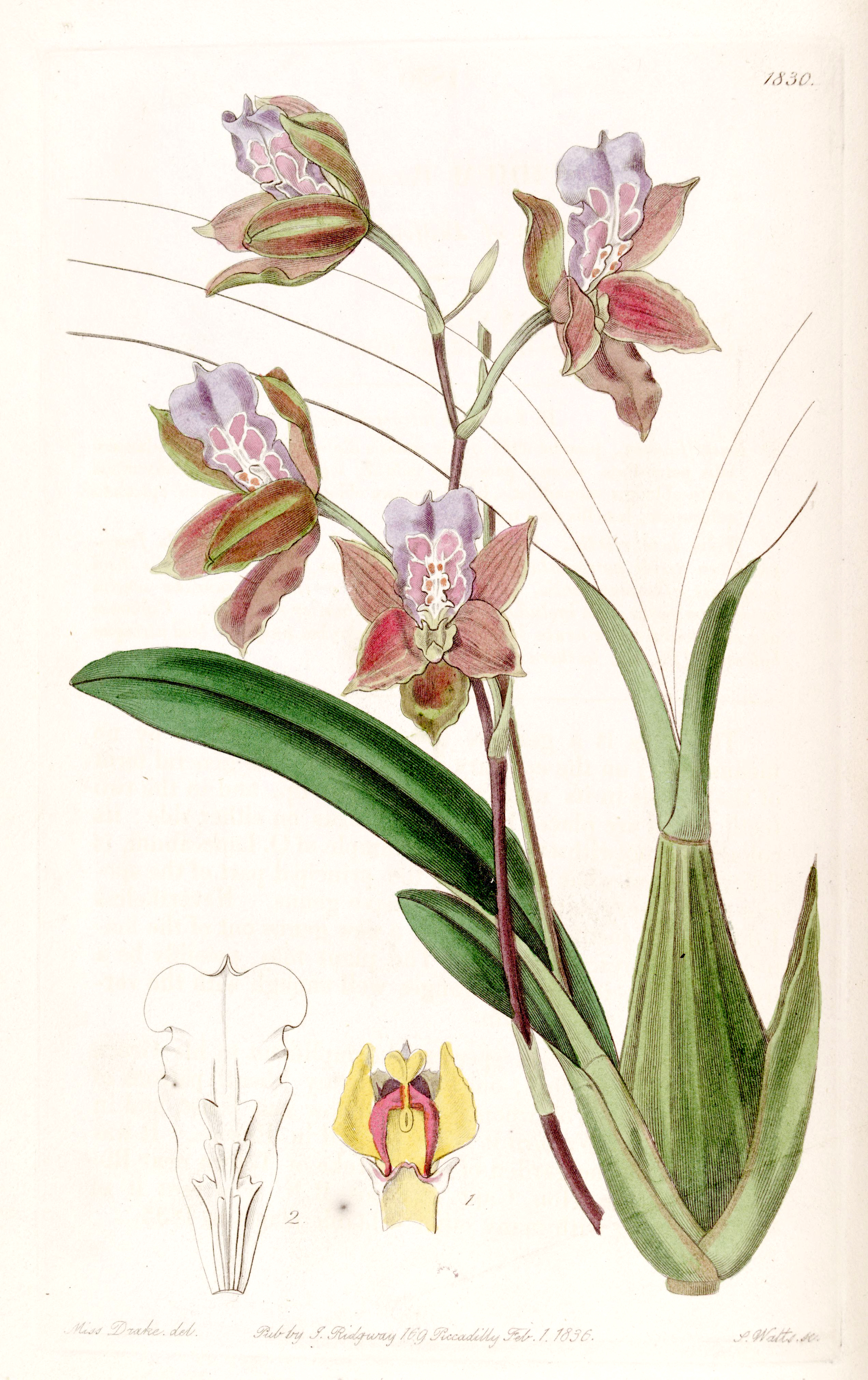
ルッセリアーナ種のイラスト。

## ミルトニオプシス属との関係
オンシジウム亜連にはミルトニオプシス属と言う属もある。いずれも南米原産でミルトニアと花、生態共に酷似している。細分化が進み、パンジーオーキッドと呼ばれる種はミルトニオプシス属に分類されるようになったが、依然としてパンジーオーキッド＝ミルトニア属と思い浮かべる人や、混同される事多い。

## 下位分類
ここでは有名な種を抜粋して掲載する。雑種は割愛。参考元はこちら。
- ミルトニア・アルタイリアーナ

　（Miltonia altairiana）
- ミルトニア・カヤシマエ

　（Miltonia kayasimae）
- ミルトニア・カンディダ

　（Miltonia candida）
- ミルトニア・クロウェシー

　（Miltonia clowesii）
- ミルトニア・クネアータ

　（Miltonia cuneata）
- ミルトニア・スペクタビリス

　（Miltonia spectabilis）
- ミルトニア・フィマトシラ

　（Miltonia phymatochila）
- ミルトニア・フラバ

　（Miltonia flava）
- ミルトニア・フラベッセンス

　（Miltonia flavescens）
- ミルトニア・モレリアーナ

　（Miltonia moreliana）
- ミルトニア・フィマトシラ

　（Miltonia phymatochila）
- ミルトニア・ルッセリアーナ

　（Miltonia russelliana）
- ミルトニア・レグネリー

　（Miltoltonia regnellii）

## ギャラリー

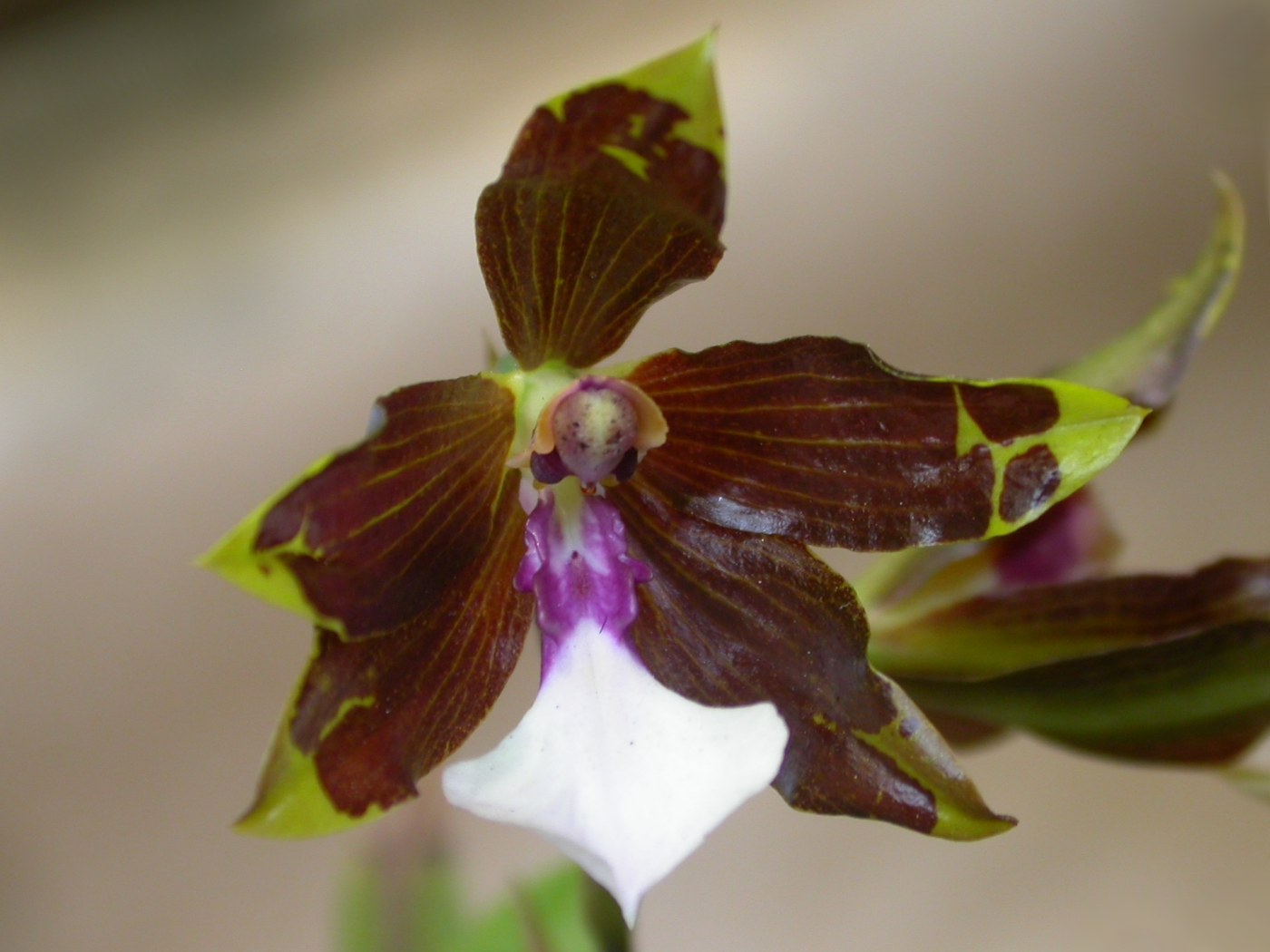
カナヤマエ種
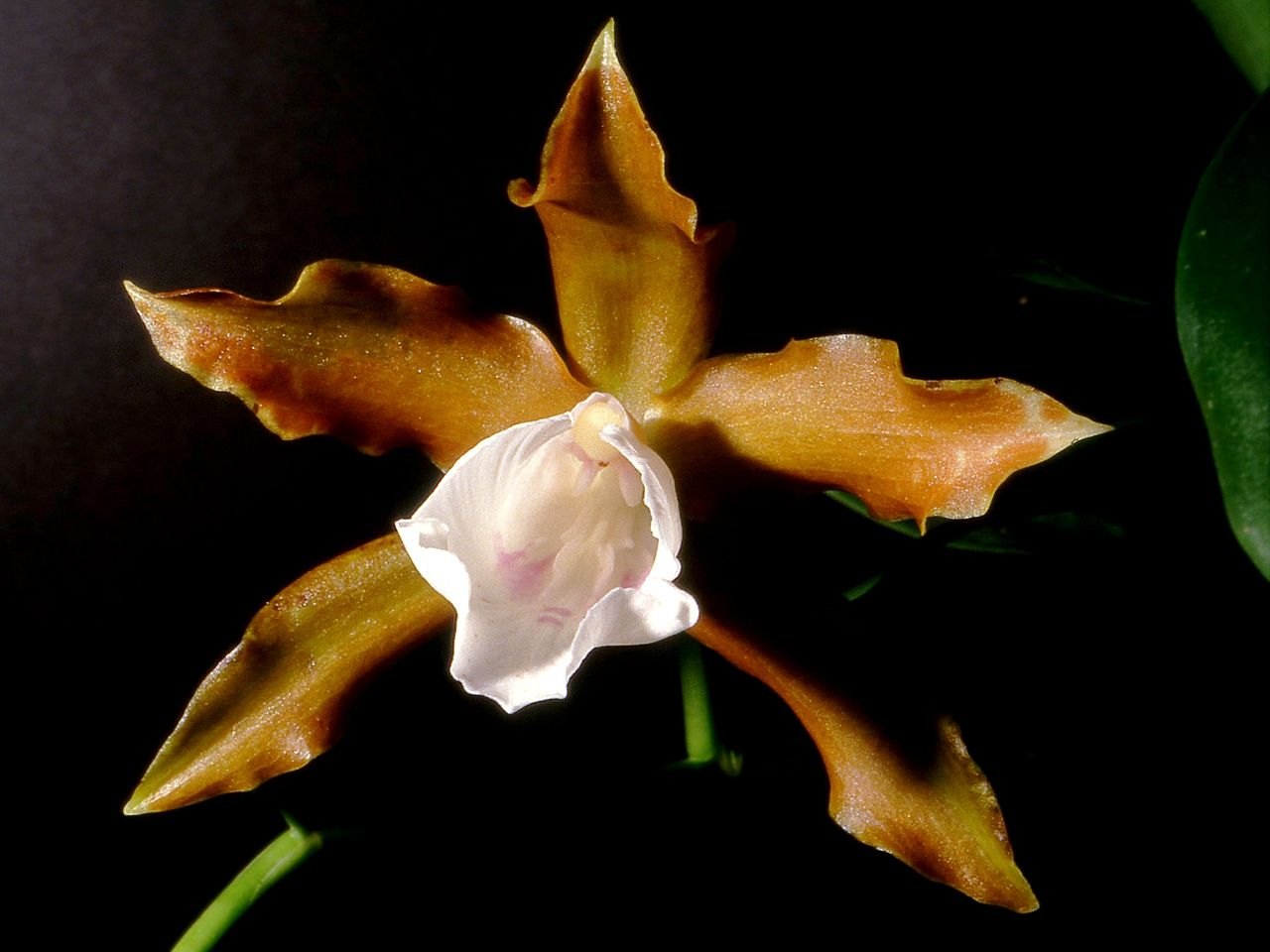
カンディダ種
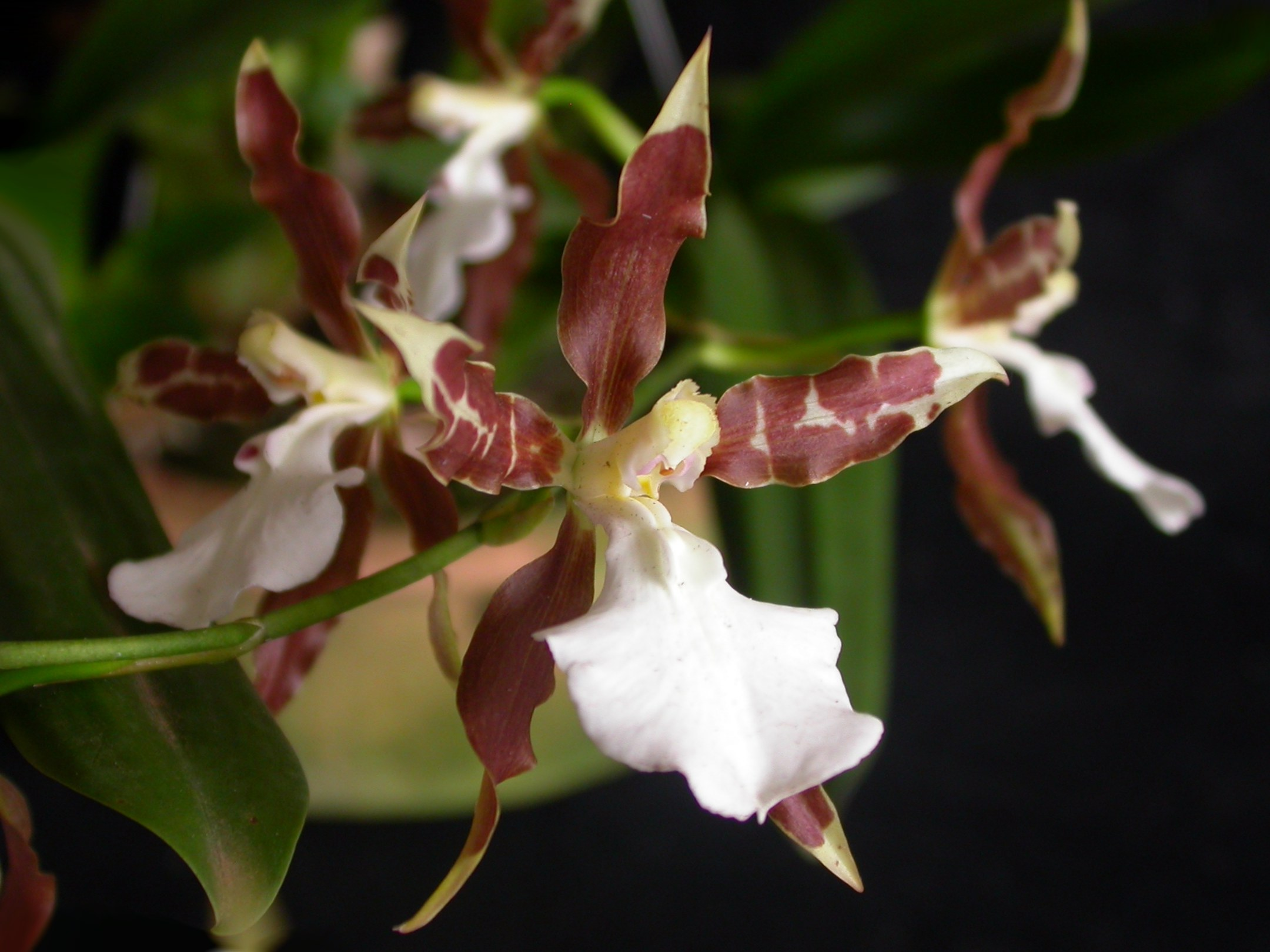
クネアータ種
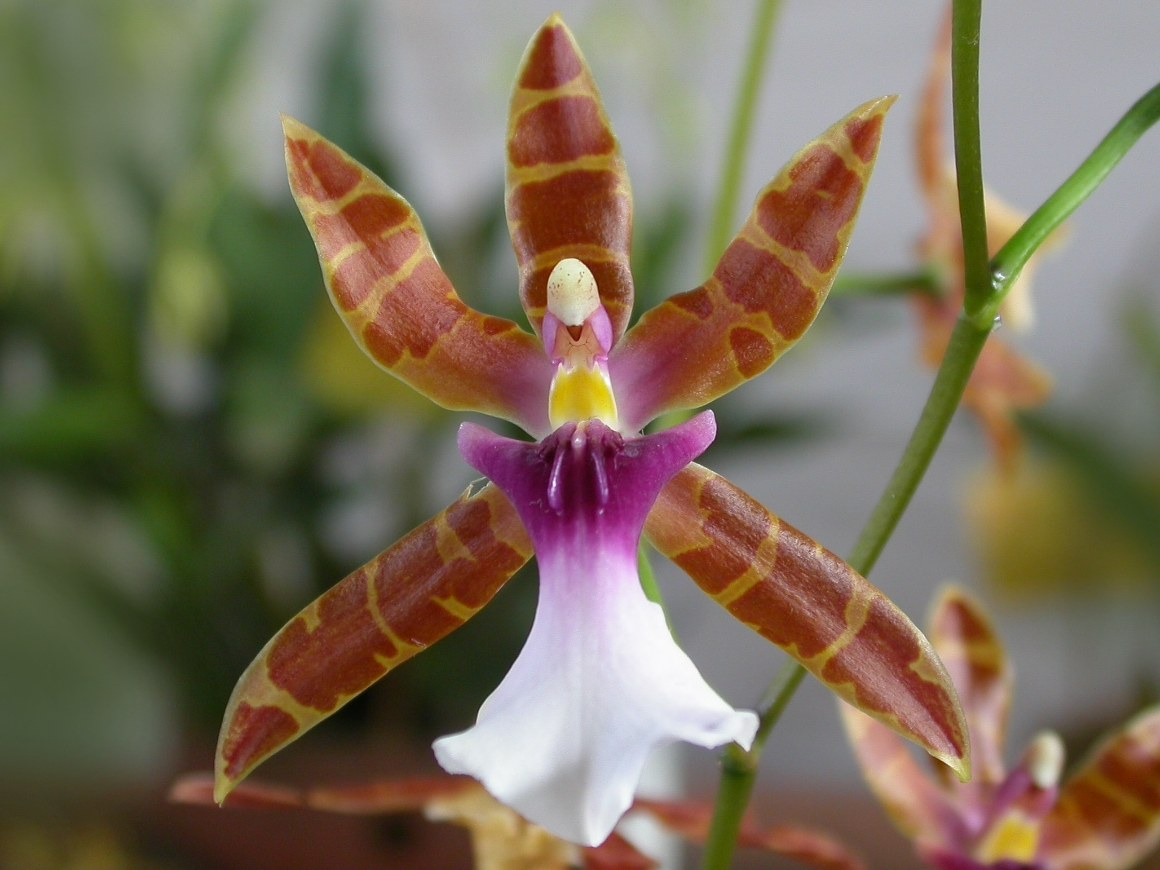
クロウェシー種
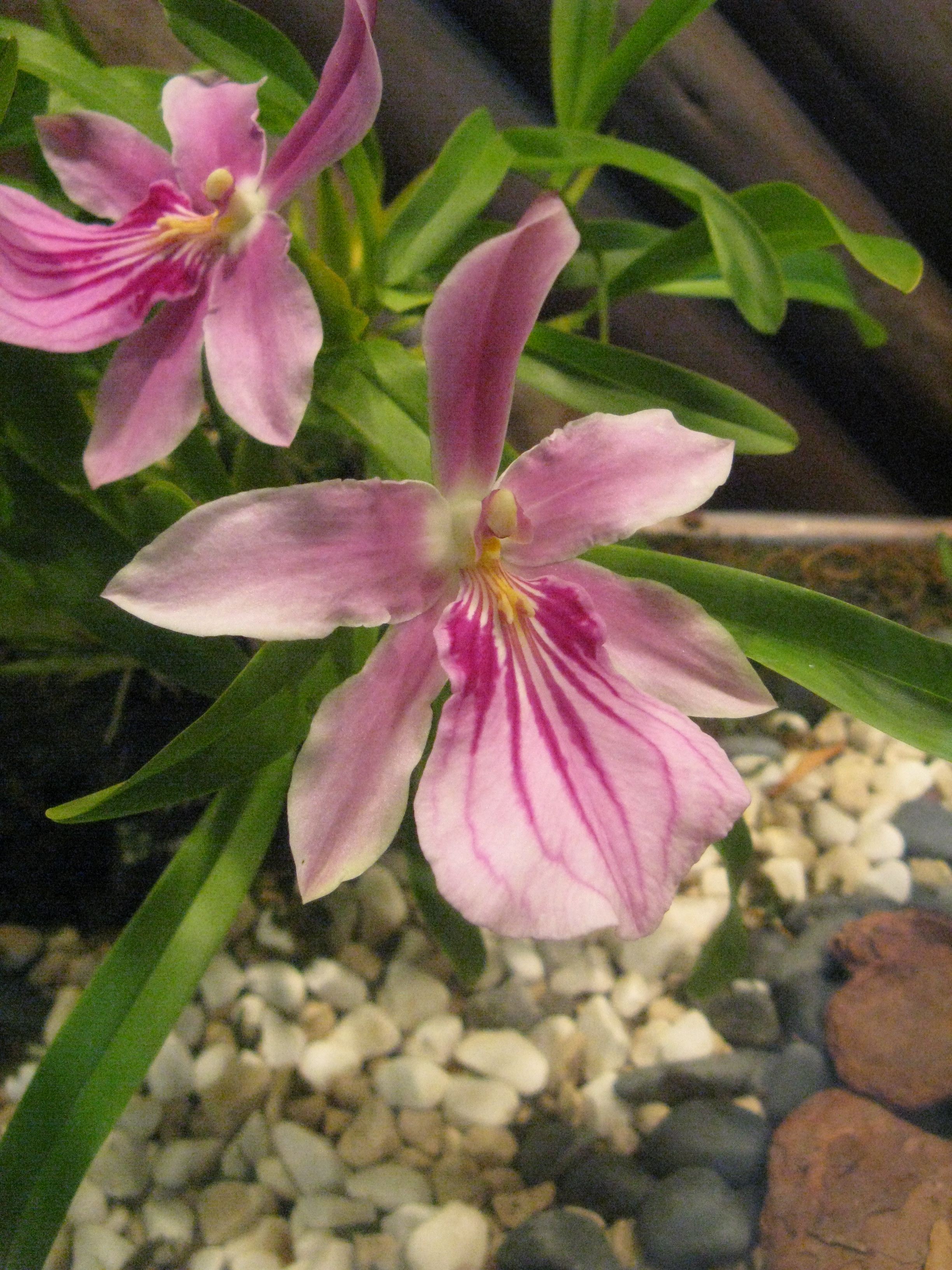
スペクタビリス
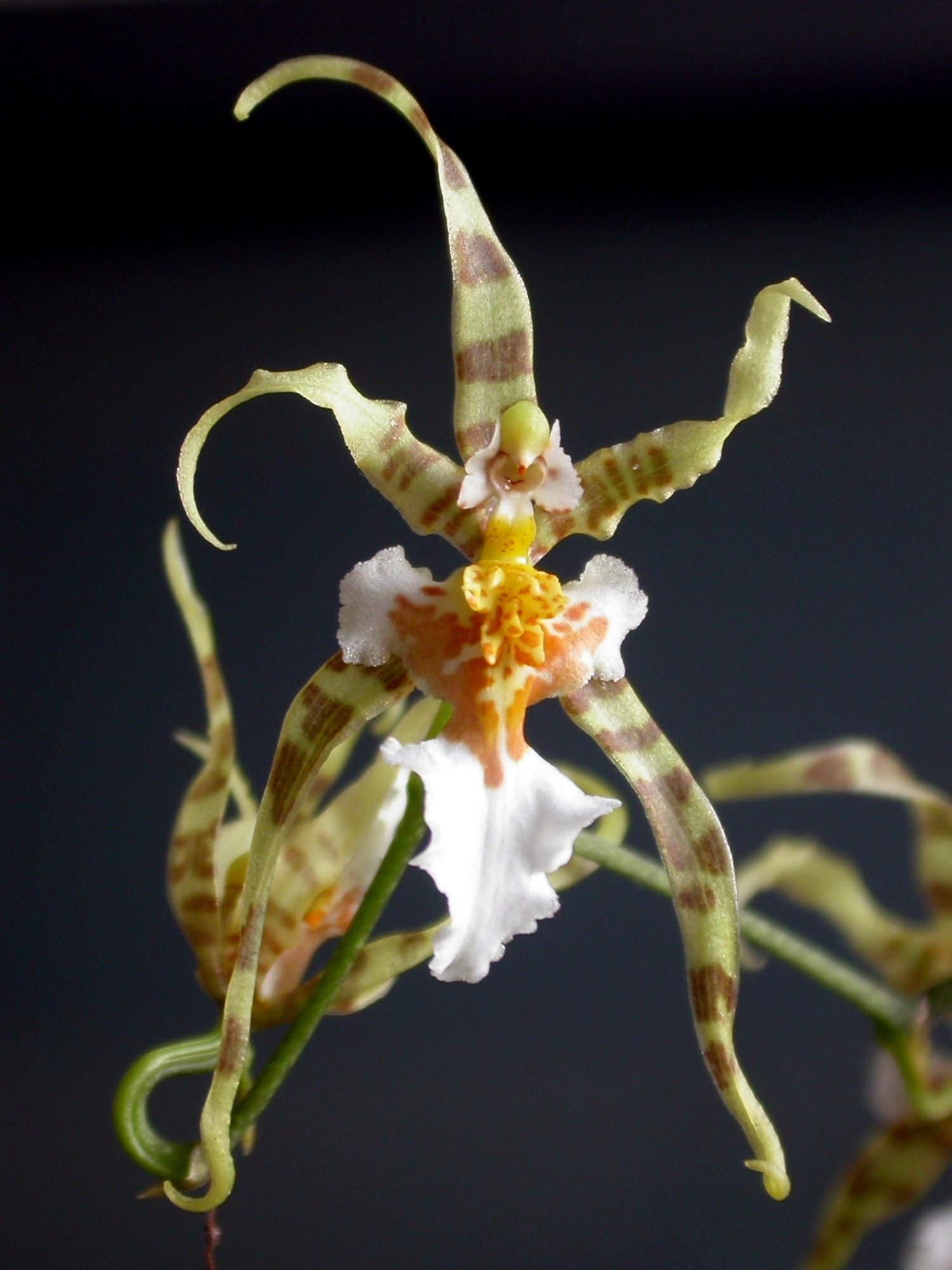
フィマトシア種
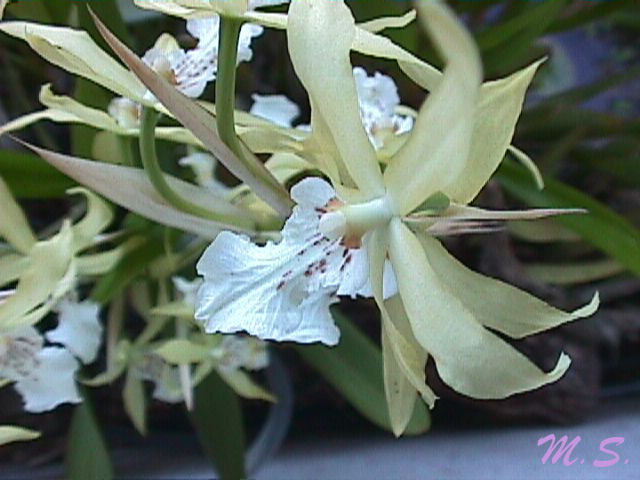
フラベッセンス種
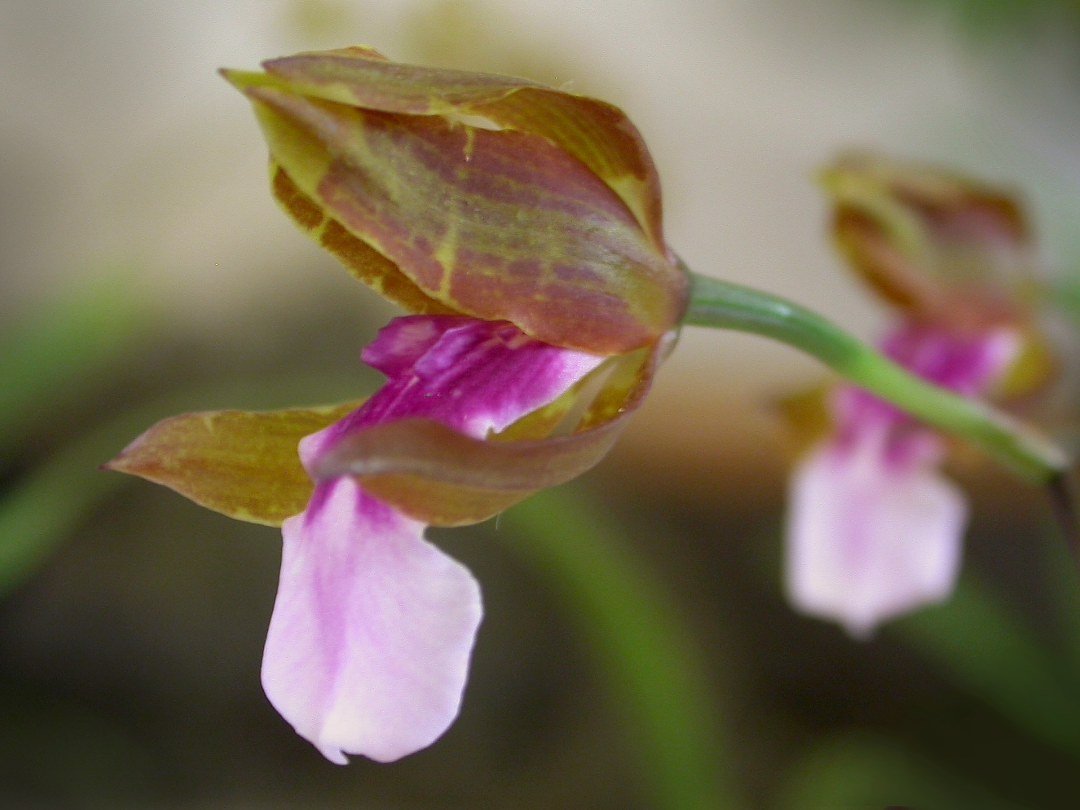
ルッセリアーナ種